# Malin Lindgren
För volleybollspelare med samma namn se Malin Lindgren (volleybollspelare)
Malin Lindgren, född 18 februari 1932 i Köpenhamn, död 7 maj 2006, var en dansk journalist och författare. Hon utsågs till riddare av Dannebrogsorden 1986.
Malin Lindgren var dotter till departementschefen och direktören för Den Kongelige Porcelænsfabrik, Erik Lindgren. Hon gick i lära vid Bornholms Avis (1951-1952) och Næstved Tidende (1952-1954) och arbetade som journalist vid den sistnämnda fram till 1956. Därefter anställdes hon av tabloidtidningen B.T., gjorde ett studieuppehåll i USA (1957-1958) och arbetade med dess söndagsutgåva (1958-1966). Hon gick därefter över till Berlingske Tidende och arbetade där med tidningens större intervjuer (1966-1978). Under 1960-talets slut var hon även programledare för Danmarks Radios tv-program, Filmorientering. Därefter anställdes hon av Dagbladet Politiken, för vilken hon bland annat tjänade som utrikeskorrespondent i Paris (1989-1993) och Bryssel (1993-1998). Därefter verkade hon som frilansjournalist och flyttade till Rom. Hon återvände till Danmark 2004.
Malin Lindgren var styrelseledamot och ordförande av Den Danske Publicistklub. Hon var gift två gånger: med sockenprästen Ib Lindegreen Andersen (gifta 1957) och rektorn Ole Barfoed (gifta 1967).